# Legend Fighting Championship 10
Legend Fighting Championship 10（レジェンド・ファイティング・チャンピオンシップ・テン）は、中国の総合格闘技団体「LFC」の大会の一つ。2012年8月24日、香港のアジアワールド・エキスポで開催された。

## 大会概要
本大会ではミドル級とフェザー級のタイトルマッチが組まれた。

## 試合結果
| 試合 | 階級                      | 勝者                   | 敗者                         | 試合結果                        |
| ---- | ------------------------- | ---------------------- | ---------------------------- | ------------------------------- |
| 1    | フェザー級                | イブ・タン             | ローランド・ガブリエル・デイ | 3R終了 判定3-0                  |
| 2    | バンタム級                | カイワレ・カラフランス | サム・チェン                 | 1R 3:21 ギロチンチョーク        |
| 3    | フェザー級                | チェ・ヤングァン       | レオナルド・デラミーノ       | 1R 3:31 リアネイキドチョーク    |
| 4    | ライト級                  | 粕谷優介               | ジャクエス・マースターズ     | 1R 4:54 腕ひしぎ十字固め        |
| 5    | ウェルター級              | ルーク・ジュモー       | アレックス・ニウ             | 3R終了 判定3-0                  |
| 6    | バンタム級                | ジー・シェン           | ルエン・カタラン             | 1R 1:00 リアネイキドチョーク    |
| 7    | ライト級                  | 大石幸史               | ロブ・ヒル                   | 3R 1:26 TKO（ドクターストップ） |
| 8    | ライトヘビー級            | ブランドン・ロバチ     | コール・デイビス             | 1R 3:09 腕ひしぎ十字固め        |
| 9    | フェザー級 タイトルマッチ | 川那子祐輔(王者)       | ロブ・リシタ(挑戦者)         | 3R終了 判定3-0                  |
| 10   | ミドル級 タイトルマッチ   | リュウ・ウェンボ       | ヤン・ヘジュン               | 3R終了 判定3-0                  |